# Wola Kotkowska
Wola Kotkowska – wieś w Polsce położona w województwie łódzkim, w powiecie piotrkowskim, w gminie Gorzkowice.
W latach 1975–1998 miejscowość administracyjnie należała do województwa piotrkowskiego.
Miejscowość jest położona w najwyższym wzniesieniu w gminie Gorzkowice, 229,52 m n.p.m.
Wieś położona w malowniczym otoczeniu lasów. Sprzyjające warunki do uprawiania różnych sportów. Liczne ścieżki do jazdy konnej.

## Historia wsi[3]
Z lat 1511–1512 pochodzi wzmianka o parafii z wizytacji dóbr arcybiskupich, zaś z 1511 r. wykaz wsi należących do parafii. Wymienione są: Gorzkowice, Gorzkowiczki Sobaków, Sobakówek, Szczukocice, Bujnice, Bujniczki, Krzemieniewice, Żuchowice, Kotków, Wola Kotkowska, Plucice, Rdułtowice. Wykaz z roku 1518 dodaje do nich wieś Niemierza.

### Kampania Armii Krajowej[3]
W okolicy Gorzkowic działała kampania Armii Krajowej należąca do okręgu radomszczańskiego. Teren ich działania leżał poza obrębem ówczesnej gminy Gorzkowice. Obecnie wioski te leżą na terenie gminy, a w strukturach AK byli niektórzy ich mieszkańcy.
Wola Kotkowska – członkowie AK:
- Wacław Tymowski – ps. Alm
- Bolesław Jurczyk
- Antoni Kukulski
- Zenon Warda
- Teofil Barański – ps. Brzeszczot

## Zabytki
- Nadrzewna kapliczka z 1650 r.
- Kapliczka z 16 VI 1959 r.